# Équipe Cycliste Ekoï-Devinci
Équipe Cycliste Ekoï-Devinci is een wielerploeg die een Canadese licentie heeft. De ploeg bestaat sinds 2012. Ekoï-Devinci komt uit in de continentale circuits van de UCI. Juan Marco is de manager van de ploeg.

## Seizoen 2014

### Transfers
| Inkomend | Team 2013 | Uitgaand | Team 2014 |
| -------- | --------- | -------- | --------- |

## Seizoen 2013

### Renners
| Naam                     | Geboortedatum     | Nationaliteit    | Ploeg 2012                            |
| ------------------------ | ----------------- | ---------------- | ------------------------------------- |
| Jordan Brochu            | 23 oktober 1992   | Canada           |                                       |
| François Chabot          | 20 december 1989  | Canada           |                                       |
| Frédéric Cossette        | 21 maart 1994     | Canada           | Neo                                   |
| Felix Coté Bouvette      | 8 juli 1993       | Canada           | Neo                                   |
| Jean-Samuel Deshaies     | 25 maart 1992     | Canada           |                                       |
| Samuel Gagnon            | 22 februari 1994  | Canada           | Neo                                   |
| Émile Jean               | 21 oktober 1993   | Canada           |                                       |
| Antoine Matteau          | 23 augustus 1989  | Canada           |                                       |
| Mike Midlarsky           | 17 november 1989  | Verenigde Staten | Chipotle-First Solar Development Team |
| Yohan Patry              | 30 augustus 1994  | Canada           | Neo                                   |
| Juan Miguel Perez Garcia | 30 april 1987     | Spanje           | Neo                                   |
| Artúr Sagát              | 27 september 1987 | Hongarije        | Neo                                   |